# Andreas Kleinlein
Andreas Kleinlein (1864-1925) est un activiste anarcho-syndicaliste parmi les fondateurs, en 1897, de l'Association libre des syndicats allemands.